# Zulmiro Magalhães
Zulmiro Manuel Silva Magalhães, nascido em 4 de outubro de 1994 em Santa Maria da Feira, é um ciclista português.

## Biografia
Durante o ano 2015, Zulmiro Magalhãs impõe-se em solitário na última etapa da Volta das Terras de Santa Maria Feira, ante o seu colega David Ribeiro. Classifica-se igualmente quarto do Campeonato de Portugal em estrada esperanças. Sobre o solo espanhol, distingue-se tomando o oitavo posto da Volta à Província de Valência, bem como o décimo-sexto posto da Volta a Galiza.
Torna-se corredor profissional em 2017, apanhando o equipa continental portuguesa LA Alumínios-Metalusa-BlackJack, tendo para chefe de fileiras Edgar Pinto. Disputa a sua primeira competição a este nível desde o mês de fevereiro, por motivo da Volta ao Algarve, onde são presentes várias formações do elevado nível mundial.

## Palmarés
- 2015
  - 3. ª etapa da Volta das Terras de Santa Maria da Feira